# 马拉贡
马拉贡，是西班牙卡斯蒂利亚-拉曼恰雷阿尔城省的一个市镇。 总面积365平方公里，总人口8033人（2001年），人口密度22人/平方公里。